# Berezînka, Muncaci
Berezînka (în ucraineană Березинка) este un sat în comuna Lalovo din raionul Muncaci, regiunea Transcarpatia, Ucraina.

## Demografie
Componența lingvistică a localității Berezînka
     Ucraineană (95,67%)
     Rusă (2,88%)
     Alte limbi (0,8%)
Conform recensământului din 2001, majoritatea populației localității Berezînka era vorbitoare de ucraineană (95,67%), existând în minoritate și vorbitori de rusă (2,88%).